# Issatullo Hajojew

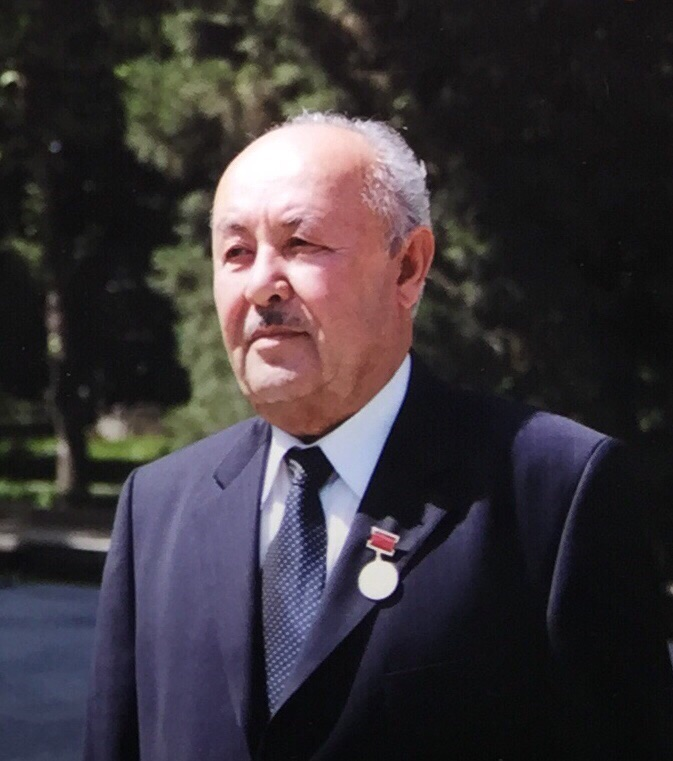
Issatullo Hajojew (2010)

Issatullo Hajojew (tadschikisch Иззатулло Ҳаёев; russisch Изатулло Хаёевич Хаёев; * 22. Juni 1936 in Chodschaishoq, Tadschikische Sozialistische Sowjetrepublik, UdSSR; † 25. April 2015 in Duschanbe, Republik Tadschikistan) war ein tadschikischer Politiker der Kommunistischen Partei.

## Leben
Hajojew schloss 1961 die Wirtschaftsfakultät der Staatlichen Lenin-Universität Tadschikistan (heute Tadschikische Nationaluniversität) ab. 
Zwischen 1970 und 1973 war er Erster Sekretär des Kreisparteikomitees der Provinz Qalai-Chumb, anschließend bis 1978 Vorsitzender des regionalen Exekutivkomitees des Autonomen Gebiets Berg-Badachschan.
Von 1978 bis 1983 bekleidete Hajojew den Posten des Ministers für Fleisch- und Molkereiindustrie der Tadschikischen SSR. Danach war er bis 1986 Erster Sekretär des Regionalkomitees der Kommunistischen Partei in der Region Kulob.
Er war vom Dezember 1990 bis zum 25. Juni 1991 der erste Vizepräsident Tadschikistans und vom 25. Juni 1991 bis zum 9. Januar 1992 der erste Premierminister Tadschikistans. Zuvor war er von 1986 bis 1990 Vorsitzender des Ministerrats der Tadschikischen SSR.
Von 1994 bis 1996 war Hajojew Leiter der Präsidialadministration von Tadschikistan.
Er starb nach längerer Krankheit im Alter von 78 Jahren.